# 法埃塔诺
法埃塔诺（義大利語：Faetano）是圣马力诺的9个市镇（堡）之一，法埃塔诺与蒙特贾尔迪诺、 博爾戈馬焦雷、菲奥伦蒂诺、多马尼亚诺相邻。总面积7,75 km²。总人口1.132 人(2006)。法埃塔诺包含4个村（curazie）。法埃塔诺于1463年并入圣马力诺。